# Jean-François Boclé
Jean-François Boclé est un artiste martiniquais, vivant et travaillant à Paris .

## Biographie
Il est né en 1971 à Fort-de-France, en Martinique. Il a vécu ses quinze premières années dans la Caraïbe.
Après des études de littérature moderne à la Sorbonne, il a suivi une formation à l’École nationale supérieure d'art de Bourges, puis à l’École nationale supérieure des Beaux-Arts de Paris.

## Principales expositions
On a vu son travail, entre autres, à la Saatchi Gallery (2015, Londres), à la Cité de la Musique / Philharmonie de Paris (2013, Paris), au National Museum of World Culture (2013, Stockholm), au Queens Museum (2012, New York), au KAdE Kunsthal (2012, Hollande), au Royal Museum of Central Africa (2011, Tervuren, Belgique), au Museo de Arte Contemporaneo de Puerto Rico (2011, San Juan), à la Grande Halle de la Villette (2009, Paris), à l'école des Beaux-Arts de la Cambre (Bruxelles, 2009), au Museo de Arte Contemporaneo du Panamà (2009), au BildMuseet (2008, Umea, en Suède), au FRAC Champagne-Ardenne (2006) ou encore au centre d'art contemporain "Le Parvis" (2005, Ibos, en France).
Jean-François Boclé participe régulièrement à des biennales internationales, comme la Bienal 43 Salon (inter)Nacional de Artistas (2013, Medellin, en Colombie), la XI Bienal de La Habana (2012, Cuba), le 1er Encuentro Bienal di Caribe (2012, Aruba), la 8e Bienal do Mercosur (2011, Porto Alegre, au Brésil), la XXXIe Bienal de Pontevedra (2010, Espagne), la Xe Bienal de La Havane (2009, Cuba) et la première biennale de Thessalonique (2007, Grèce). 
Son travail a été exposé lors du festival international de sculpture contemporaine "Escaut Rives, dérives" (2011, France et Belgique) ou encore au 3e Festival mondial des Arts nègres (2010, Dakar, au Sénégal).
Il est régulièrement invité à des résidences d'artistes : à Curaçao (2011, IBB), en République de Maurice (2007, Triangle art Trust), en Martinique (2006, Drac et Académie Martinique), en Colombie (2005, Mapa Teatro/ Laboratorio de Artistas, à Bogotà) ou en Italie (2005, Institut français de Florence, dans la même ville). 
En 2010, il est présent en Solo Project lors de la foire d'art ART-BRUSSELS (Belgique), ou dans des foires comme: (e)merge (2014, Washington, aux USA), Volta Basel (2014, Suisse), Volta NY (2014, USA), Context art Miami (2012, USA), Scope New York (2012, USA) ...